# Klaus Neumann (lekkoatleta)
Klaus Neumann (ur. 4 stycznia 1942 w Bystrzycy Kłodzkiej, wówczas Habelschwerdt) – niemiecki lekkoatleta, trójskoczek, medalista mistrzostw Europy z 1969. W czasie swojej kariery reprezentował Niemiecką Republikę Demokratyczną.
Wystąpił na europejskich igrzyskach halowych w 1967 w Pradze, ale odpadł w kwalifikacjach.
Przed igrzyskami olimpijskimi w 1968 w Meksyku legitymował się jednym z najlepszych wyników na świecie (16,82 m uzyskanym 22 czerwca 1968 w Jenie), lecz na igrzyskach nie zakwalifikował się do finału.
Zdobył brązowy  medal w trójskoku na mistrzostwach Europy w 1969 w Atenach.
Neumann był mistrzem NRD w trójskoku w 1964, wicemistrzem w 1965, 1969, 1970 i 1972 oraz brązowym medalistą w 1966. Był również halowym mistrzem NRD w 1964 i 1968, wicemistrzem w 1966 i 1967 oraz brązowym medalistą w 1965.
Dwukrotnie poprawiał rekord NRD do wspomnianego wyniku 16,82 m.